# 雷皮亞河
雷皮亞河（俄语：Лыпья），是俄羅斯的河流，位於該國西部彼爾姆邊疆區，屬於維舍拉河的右支流，發源自科米共和國邊界附近，河道全長55公里，流域面積273平方公里。